# Johan Brink
Johan Brink (20 maart 1958) is een voormalige atleet uit Zweden, die vooral carrière maakte in het hink-stap-springen. Tussen 1981 en 1984 was hij in die discipline Zweeds recordhouder. Brink oogstte internationaal veel lof door zijn uitgesproken antidopinghouding.

## Loopbaan
- In 1979 won hij voor de eerste keer het Zweedse outdoorkampioenschap met een sprong van 15,92 meter.
- In 1980 werd hij zowel indoor als outdoor kampioen van Zweden, met respectievelijk 15,17 en 15,79 meter.
- In 1981 won hij het indoor kampioenschap voor een tweede keer (15,70 meter). Op het EK indoor in Grenoble eindigde hij dat jaar knap tiende. Op 28 augustus 1981 verbrak Brink het Zweeds record met een sprong van 16,27 meter. Een maand later, op 23 september 1981, verbeterde hij in Peking zijn eigen record met 9 centimeter (16,36 meter). Hij behield het record tot 1984, toen zijn landgenoot Arne Holm één centimeter verder sprong.
- In 1982 pakte Brink zijn derde indoor en outdoor titel, telkens met een sprong van 15,97 meter. Op het EK in Milaan (indoor) en Athene (outdoor) eindigde hij dat jaar twee keer als elfde.

## Titels
- Zweeds kampioen hink-stap-springen - 1979, 1980, 1982
- Zweeds indoorkampioen hink-stap-springen - 1980, 1981, 1982

## Persoonlijke records
| Onderdeel          | Prestatie       | Datum             | Plaats |
| ------------------ | --------------- | ----------------- | ------ |
| hink-stap-springen | 16,36 m (ex-NR) | 23 september 1981 | Peking |
| hoogspringen       | 2,11 m          |                   |        |
| verspringen        | 7,53 m          |                   |        |
| tienkamp           | 6575 p          |                   |        |

## Palmares

### hink-stap-springen
- 1979:  Zweedse kamp. - 15,92 m
- 1980:  Zweedse indoorkamp. - 15,17 m
- 1980:  Zweedse kamp. - 15,79 m
- 1981:  Zweedse indoorkamp. - 15,70 m
- 1981: 10e EK indoor te Grenoble - 15,48 m
- 1982:  Zweedse indoorkamp. - 15,97 m
- 1982: 11e EK indoor te Milaan - 15,03 m
- 1982:  Zweedse kamp. - 15,97 m
- 1982: 11e EK te Athene - 15,95 m

- LIBRIS: 359231
- Virtual International Authority File: 295230400